# Belgisch kampioenschap rally 2021
Het Belgisch kampioenschap rally 2021 is de 44e jaargang van het Belgisch kampioenschap rally georganiseerd door de RACB (Royal Automobile Club Belgium). In 2021 zijn er een aantal veranderingen doorgevoerd in de kalender ten opzichte van de originele kalender van 2020. Zo staan er in totaal 10 rally-wedstrijden gepland in plaats van 9, zodat het eventuele wegvallen van nog een wedstrijd omwille van de coronacrisis kan opgevangen worden. Er kunnen zowel punten voor de positie in het algemene klassement als voor de positie binnen de eigen klasse verdiend worden. Ook kunnen er punten verdiend worden voor het Wereldkampioenschap Rally (WRC) in de Rally van Ieper.
De regerende Belgisch rallykampioen van 2019-2020 is Adrian Fernémont, die zijn titel verdedigt met een Škoda Fabia Evo R5. Er is ook een klassement voor de beste junior en beste "historic" rijder.
Nieuw sinds dit seizoen is dat de rijders ook punten kunnen scoren op de Power Stage. Op de laatste klassementsproef van iedere meerdaagse rally, dat wil zeggen minstens 2 dagen van elk minstens 50 kilometer, zullen er punten uitgereikt worden voor de 5 best geklasseerde rijders op die proef. Deze formule werd overgenomen uit het WRC.

## Punten
De puntentelling werd dit seizoen herzien en volgt nu ook die van het WRC. Het grote verschil met de vorige puntentelling, is dat winst een groter verschil met de tweede plaats oplevert dan tussen de andere plaatsen, waar dit vroeger niet het geval was. Dat zorgt ervoor dat een rijder moeilijker aan de titel zal geraken zonder ook effectief rally's te winnen.
Een eerste plaats levert nu 25 punten op; de tweede, derde of vierde plaats respectievelijk 18, 15 of 12; de vijfde tot negende plaats telkens 2 punten minder en een tiende plaats krijgt 1 punt. In meerdaagse rally's, zoals hierboven beschreven, worden voor de Powerstage ook nog volgende extra punten gegeven: 5 punten voor de snelste, 4 punten voor de tweede, 3 voor de derde, 2 voor de vierde en 1 voor de vijfde.
Junior BRC
In het Junior BRC wordt dezelfde puntenschaal gebruikt, maar geldt geen PowerStage. In plaats daarvan wordt, zoals voorgaande jaren, op elke proef 1 extra punt toegekend aan de snelste rijder.

## Kalender
| Ronde | Datum                  | Rally                       | Start en finish   | Rally Details       | Rally Details | Rally Details | Winnaar                   | Auto                   | BRC-leider na rally            |
| Ronde | Datum                  | Rally                       | Start en finish   | Ondergrond          | Proeven       | Afstand       | Winnaar                   | Auto                   | BRC-leider na rally            |
| ----- | ---------------------- | --------------------------- | ----------------- | ------------------- | ------------- | ------------- | ------------------------- | ---------------------- | ------------------------------ |
| 1     | 25 - 26 juni 2021      | South Belgian Rally         | Vresse-sur-Semois | Asfalt              | 12            | 149,32 km     | Ghislain de Mévius        | Škoda Fabia Rally2 Evo | Ghislain de Mévius (25 punten) |
| -     | 23 - 24 juli 2021      | TAC Rally                   | Tielt             | Asfalt              | Geannuleerd   | Geannuleerd   | Geannuleerd               | Geannuleerd            | Geannuleerd                    |
| 2     | 13 - 18 augustus 2021  | Renties Ypres Rally Belgium | Ieper, Spa        | Asfalt              | 20            | 295,78 km     | Pieter-Jan Michiel Cracco | Škoda Fabia Rally2 Evo | Ghislain de Mévius (39 punten) |
| 3     | 3 - 4 september 2021   | Omloop Van Vlaanderen       | Roeselare         | Asfalt              |               |               |                           |                        |                                |
| 4     | 24 - 25 september 2021 | East Belgian Rally          | Sankt Vith        | Asfalt              |               |               |                           |                        |                                |
| 5     | 8 -10 oktober 2021     | Rallye de Wallonie          | Jambes            | Asfalt              |               |               |                           |                        |                                |
| 6     | 15 - 16 oktober 2021   | Sezoensrally                | Bocholt           | Asfalt en Onverhard |               |               |                           |                        |                                |
| 7     | 5 - 7 november 2021    | Condroz Rally               | Hoei              | Asfalt              |               |               |                           |                        |                                |
| 8     | 25 - 27 november 2021  | Rally van Haspengouw        | Landen            | Asfalt              |               |               |                           |                        |                                |
| 9     | 3 - 5 december 2021    | Spa Rally                   | Spa               | Asfalt en Onverhard |               |               |                           |                        |                                |